# EUFOR
EUFOR – określenie wojsk użytych podczas misji pokojowych Unii Europejskiej w Bośni i Hercegowinie – EUFOR Althea, Demokratycznej Republice Konga – EUFOR DR Kongo i Czadzie – EUFOR Tchad/RCA. Nie należy mylić z Eurokorpusami, które to mają być powołane na stałe, gotowe reagować w każdym momencie.